# A Canterbury Tale
A Canterbury Tale ist ein britischer Spielfilm, entstanden 1944 unter Leitung von Michael Powell und Emeric Pressburger. In den Hauptrollen spielen Sheila Sim, Eric Portman, Dennis Price und John Sweet. Der Film ist von Geoffrey Chaucers spätmittelalterlichen Canterbury Tales inspiriert, verlegt die Handlung aber in das Umfeld des Zweiten Weltkrieges.

## Handlung
An einem späten Abend im Sommer 1943 treffen drei Menschen im Bahnhof des imaginären Ortes Chillingbourne, zehn Minuten von Canterbury entfernt, ein: Alison Smith, eine Verkäuferin aus London, die sich zur Women’s Land Army gemeldet hat, deren Aufgabe es ist, zum Kriegsdienst eingezogene Männer in der Landwirtschaft zu ersetzen; der britische Sgt. Gibbs, der vor dem Krieg als Organist im Kino sein Geld verdiente und dessen Einheit in der Nähe von Chillingbourne stationiert ist, sowie der amerikanische Sgt. Johnson, der eigentlich nach Canterbury wollte und versehentlich eine Station zu früh ausstieg. Kaum dass sie den Bahnhof verlassen haben, wird Alison in dem Dorf – das aus Angst vor deutschen Luftangriffen komplett verdunkelt ist – von einem Unbekannten attackiert, der ihr Haar mit Leim übergießt. Die drei machen sich an die Verfolgung des Täters, allerdings ohne Erfolg. Als sie erfahren, dass Alison nicht das erste Opfer des sogenannten Leim-Mannes (engl.: Glue Man) war, beschließen sie, die rätselhaften Vorgänge aufzuklären und den Täter dingfest zu machen.
Schon früh richtet sich ihr Verdacht gegen den örtlichen Friedensrichter Thomas Colpeper, der an Englands Geschichte und insbesondere am historischen Pilgrims’ Way, der neben Chillingbourne herführt, interessiert ist. Gemeinsam mit einer Gruppe Kinder sammeln die drei genügend Beweise für eine Anzeige gegen Colpeper. Nur über das Motiv rätseln sie. Colpeper beginnt sich unterdessen in Alison zu verlieben, da sie sich ebenfalls für die englische Geschichte interessiert. Am nächsten Tag reisen die drei nach Canterbury: Sgt. Gibbs, um Colpeper bei der Polizei anzuzeigen; Alison, um den dort untergestellten Wohnwagen ihres Verlobten, eines vermissten Piloten der Royal Air Force, in Augenschein zu nehmen; und Sgt. Johnson, um seinen Kameraden Mickey Roczinsky zu treffen. Überraschend steigt in ihr Zugabteil in Chillingbourne auch Friedensrichter Colpeper ein.
Mit ihrem Verdacht konfrontiert, leugnet Colpeper die Taten nicht. Er erklärt den dreien, dass er mit den Leimattacken verhindern wollte, dass junge Frauen abends ausgehen und möglicherweise mit in der Nähe stationierten Soldaten Bekanntschaften schließen, während ihre Geliebten weit von zuhause ihren Kriegsdienst leisten. Vor allem aber sollte der Mangel an weiblicher Ablenkung dafür sorgen, dass die jungen Soldaten seine abendlichen heimatkundlichen Vorträge besuchen. Colpeper erklärt den drei Mitreisenden, dass die Pilger von einst Canterbury aufsuchten, um dort Segen zu erfahren oder um Buße zu tun, und so endet auch für diese vier ihre Reise nach Canterbury. Alison erfährt, dass ihr totgeglaubter Verlobter noch am Leben ist; Johnson trifft Roczinsky, der ihm ein ganzes Päckchen Briefe überbringt von der Frau, von der Johnson fürchtete, sie sei ihm untreu geworden; und Gibbs, der einfache Kinoorganist, darf in der Kathedrale von Canterbury endlich eine große Kirchenorgel spielen. Gibbs zeigt Colpeper schließlich nicht bei der Polizei an, doch der Leim-Mann muss trotzdem büßen: Auch er erfährt, dass Alisons Verlobter noch am Leben und sie damit für ihn unerreichbar ist.

## Produktionshintergrund
Michael Powell wuchs selbst in einem kleinen Dorf in der Grafschaft Kent, wo auch das kleine fiktive Dorf dieses Filmes angesiedelt ist, auf, weshalb der Dreh für ihn in gewisser Weise eine Rückkehr in seine Kindheit bedeutete. A Canterbury Tale lehnt sich bereits im Titel an die mittelalterlichen Canterbury Tales von Geoffrey Chaucer an. In den Canterbury Tales reist eine Gruppe mittelalterlicher Pilger in die Stadt, was auch im kurzen Mittelalter-Prolog am Filmanfang zu sehen ist, ehe Powells Film für die Haupthandlung in die 1940er-Jahre springt. Der Sprung geschieht durch einen Jump Cut, in dem sich der mittelalterliche Falke in ein modernes Kriegsflugzeug verwandelt – ein Jump Cut, der die Verwandlung eines Knochens in ein Raumschiff in dem berühmten Jump Cut in 2001: Odyssee im Weltraum von Stanley Kubrick quasi um 25 Jahre vorausnahm.
Von den vier Hauptdarstellern konnte nur Eric Portman Filmerfahrung vorweisen. Für die professionellen britischen Theaterschauspieler Sheila Sim und Dennis Price bedeutete A Canterbury Tale ebenfalls das Filmdebüt. In der Rolle des amerikanischen Soldaten Bob Johnson war zunächst der US-Schauspieler Burgess Meredith im Gespräch, doch die bürokratischen Regeln der US-Armee verneinten, dass ein professioneller Schauspieler während seines Kriegsdienstes in einem Spielfilm auftreten könnte. So verpflichteten Powell und Pressburger den amerikanischen Sergeanten John Sweet (* 8. Februar 1916; † 5. Juli 2011), der zuvor nur in Amateurgruppen gespielt hatte und die Dreharbeiten später als aufregende, wenngleich anstrengende Erfahrung beschrieb. Bob Johnson blieb Sweets einzige Filmrolle, sein Gehalt spendete er später der NAACP.

## Inhaltliche Analyse
Michael Powell und Emeric Pressburger legten den Film im Umfeld des Zweiten Weltkrieges als Zelebrierung der englischen Identität und ihrer Eigenarten an: Essenzielle Dinge wie Kultur, Geschichte, Natur, Werte sowie die menschlichen Sinne werden im Film abgehandelt; deren Erhalt der englischen Kultur bildet propagandistisch zugleich einen wichtigen Grund, warum das Land im Krieg gegen die Nationalsozialisten kämpfen sollte. Zugleich deutete sich beim Dreh von A Canterbury Tale das Ende des Weltkrieges bereits an und der Film scheint auch die Frage zu stellen, wie eine englische Nachkriegsgesellschaft aussehen wird.

## Rezeption
A Canterbury Tale war bei seiner Veröffentlichung an der Kinokasse erfolglos und fand bei den Kritikern nur ein geteiltes Echo. Viele lobten die Kameraarbeit und die Schauspieler, waren aber über die Handlung und möglichen Botschaften des Filmes verdutzt. So nannte Ernest Betts im Sunday Express vom 13. Mai 1944 den Film „brilliant, wunderschön, aber verwirrend“, da der Film sowohl von angloamerikanischen Beziehungen handeln als auch als eine Hymne auf England gesehen werden konnte.
Für den amerikanischen Kinomarkt entstand eine Überarbeitung, bei der eine nachgedrehte Rahmenhandlung mit Kim Hunter und Sgt. Sweet hinzugefügt wurde und Raymond Massey als Erzähler fungierte, gleichzeitig wurde der Film um rund 20 Minuten gekürzt. Doch auch diese Überarbeitung brachte keinen Erfolg. Erst Ende der siebziger Jahre wurde die restaurierte Fassung des Films, nun hochgelobt von dem britischen Filmhistoriker Ian Christie und dem amerikanischen Regisseur Martin Scorsese, neu wahrgenommen und gilt seitdem als Meisterwerk des britischen Kinos.
Peter von Bagh schrieb im Jahr 2006, trotz der Detektivgeschichte gehe es in dem Film nicht um „Hinweise“ im kriminalistischen Sinn – vielmehr würden die Figuren nach Hinweisen suchen, warum sie in den Krieg ziehen müssten, und diese in Kultur, Geschichte und Landschaft finden. In diesem Sinne sei A Canterbury Tale ähnlich wie die Why We Fight-Filme von Frank Capra. Allerdings tauche der Film auch auf ungewohnte Weise in den Alltag der Menschen ein und verbinde diesen mit dem Heiligen und Mystischen, weshalb Bagh A Canterbury Tale als eine Art „mystischen Neorealismus“ bezeichnet: „Da sind so viele Momente der Wundersamkeit in diesem Film, viele von ihnen sehr schlicht, und viele von ihnen vergoldet durch ihre tiefe Humanität.“ Wenn die wichtigsten Themen des Films im Allgemeinen Licht und Zeit seien, könne er an keinen ergreifenderen Film als A Canterbury Tale denken.